# 济苍高速动车组列车
济苍高速动车组列车是中国铁路运行于山东省省会济南市济南东站及浙江省温州市下属苍南县苍南站的高速动车组列车。途经山东省、江苏省、安徽省、浙江省四省，运营里程1311公里，现由济南局集团济南客运段担当。济南东站至苍南站运行8小时5分，使用车次为G1734/1731次；苍南站至济南东站运行8小时7分，使用车次为G1732/1733次。

## 历史
2016年9月10日，济南局集团新增济南西~红安西G1731/1732次列车。
2017年4月16日，全国实施新一轮列车调图。因红安知名度低致使客流不佳，本对列车调整为济南西~温州南。
2019年1月5日，配合济南东站启用，本对列车调整至济南东站始发，车次调整为G1734/1731、G1732/1733次。
2021年6月25日，全国铁路实施新一轮调图，本对列车延长至苍南站始发终到。

## 使用列车
本对列车使用配属济南局集团济南东动车运用所的CR400AF-A。